# Tycho Öst
Tycho Öst, född 5 mars 1862 i Enköping, död 9 maj 1922 i Stockholm, var en svensk tecknare och litograf.
Tycho Öst var elev på Slöjdskolan i Stockholm (nuvarande Konstfack) 1878–1879. Han var litograf vid Generalstabens litografiska anstalt 1874–1884, litograf vid Centraltryckeriet 1884–1892 och tecknare i Aftonbladet från 1892. Öst utförde bland annat litografier till porträttserier över medlemmar i Frimurareorden och Par Bricole samt till olika arbeten om frimurarebyggnader samt litografier över svenska arméns uniformer. Han var medlem i Litografiska föreningen i Stockholm och utförde för föreningens räkning 1892 ett porträtt av Alois Senefelder i crayonritning som trycktes i två färger och såldes till förmån för Litografiska föreningens nödfond. Bland hans andra porträtt märks avbildningarna av landshövdingen NA Bennich och legationssekreteraren JN Tersmeden. Öst finns representerad vid Nationalmuseum i Stockholm, Gästrike-Hälsinge nation i Uppsala och Tekniska museet i Stockholm. Han är begravd på Norra begravningsplatsen utanför Stockholm.